# Serie B Profesional de Chile 1936
El Campeonato de Fútbol de la Serie B Profesional de Chile 1936 fue la 2º edición de la segunda categoría de la Asociación de Football de Santiago (AFS) y contó con la participación de cinco equipos, jugando todos contra todos en una sola rueda, desde junio a julio de 1936.
Se ignora el método de definición del título, ya que Universidad de Chile y Ferroviarios terminaron igualados en seis puntos. No obstante, según consta en la prensa de la época, el campeón fue Universidad de Chile, que logró el primer título de esta serie en su historia, mientras que Ferroviarios volvió al amateurismo en la temporada siguiente, junto a Carlos Walker, que terminó último en la tabla de posiciones.
No participaron Alianza, descendido en la temporada anterior, y Morning Star que se fusionó con Santiago F. C., de Primera División, para fundar a Santiago Morning.

## Tabla final
| Pos | Equipo               | PJ | PG | PE | PP | GF | GC | Dif | Pts |
| --- | -------------------- | -- | -- | -- | -- | -- | -- | --- | --- |
| 1   | Universidad de Chile | 4  | 3  | 0  | 1  | 13 | 7  | 6   | 6   |
| 2   | Ferroviarios         | 4  | 3  | 0  | 1  | 9  | 5  | 4   | 6   |
| 3   | Green Cross          | 4  | 2  | 0  | 2  | 15 | 14 | 1   | 4   |
| 4   | Santiago National    | 4  | 2  | 0  | 2  | 5  | 6  | -1  | 4   |
| 5   | Carlos Walker        | 4  | 0  | 0  | 4  | 4  | 14 | -10 | 0   |

Pos = Posición; PJ = Partidos jugados; PG = Partidos ganados; PE = Partidos empatados; PP = Partidos perdidos; GF = Goles a favor; GC = Goles en contra; Dif = Diferencia de gol; Pts = Puntos
|  | Campeón                     |
|  | Descendieron al amateurismo |

## Campeón
| Universidad de Chile                   |
| Campeón Universidad de Chile 1° título |